# Margaritaria hotteana
Margaritaria hotteana är en emblikaväxtart som först beskrevs av Ignatz Urban och Erik Leonard Ekman, och fick sitt nu gällande namn av Grady Linder Webster. Margaritaria hotteana ingår i släktet Margaritaria och familjen emblikaväxter. Inga underarter finns listade i Catalogue of Life.